# Gustav Burosch
Gustav Burosch (* 29. September 1938 in Beckedorf bei Bremen; † 8. August 2022 in Güstrow) war ein deutscher Mathematiker und Hochschullehrer, dessen Forschungsarbeiten zur Entwicklung der Diskreten Mathematik und der algebraischen Geometrie beitrugen. Seine Lehr- und Forschungsgebiete umfassten insbesondere funktionale Abhängigkeiten in Datenbanken sowie Nummerierungen auf Graphen.

## Leben
Gustav Burosch wurde als Sohn eines Bauarbeiters und einer Buchhalterin geboren. Nach dem Abschluss seines Abiturs begann er 1956 ein Studium der Mathematik an der Universität Rostock, das er 1961 mit dem Diplom abschloss. Im Anschluss daran war er von 1961 bis 1962 als wissenschaftlicher Assistent an der Universität Rostock tätig.
Von 1962 bis 1964 setzte er seine akademische Ausbildung durch ein Zusatzstudium an der Universität Moskau fort. Nach seiner Rückkehr nach Rostock übernahm er verschiedene akademische Positionen: Er wurde 1967 zum Oberassistenten und 1969 zum Hochschuldozenten ernannt. 1971 erhielt er den Titel eines ordentlichen Professors.
Zu seinen Studenten zählten unter anderem Jürgen Dassow, Konrad Engel und Hans-Dietrich Gronau.
Gustav Burosch war in der Folgezeit regelmäßig als Gastprofessor an renommierten Institutionen tätig. 1974 verbrachte er Zeit als Gastprofessor an der Akademie der Wissenschaften in Moskau und Nowosibirsk. Auch 1979 und 1980 kehrte er an diese Akademien zurück. Darüber hinaus hielt er 1976 eine einmonatige Gastprofessur am Banach-Zentrum der Polnischen Akademie der Wissenschaften in Warschau und war 1990 zwei Monate Gastprofessor an der Universität Grenoble in Frankreich. 1991 folgten zwei Monate an der Universität La Sapienza in Rom, bevor er eine Professur für Finanzmanagement, Statistik und Wirtschaftsmathematik am Baltic College Güstrow übernahm.
Er promovierte 1967 an der Universität Rostock bei Wolfgang Engel mit einer Dissertation über verwandte Ringe und Mannigfaltigkeiten, die eine Anwendung auf eine Multiplizitätsdefinition beinhaltete. 1969 habilitierte er sich in algebraischer Geometrie mit der Arbeit zu verwandten Mannigfaltigkeiten und erhielt die facultas docendi für dieses Fachgebiet an derselben Institution.
Seine akademische Selbstverwaltung umfasste mehrere Leitungspositionen an der Universität Rostock. Von 1974 bis 1975 war er stellvertretender Sektionsdirektor für Erziehung und Ausbildung, gefolgt von einer ähnlichen Position für Forschung von 1975 bis 1978. Von 1975 bis 1992 leitete er die Forschungsgruppe „Diskrete Mathematik“ und war von 1986 bis 1990 Sektionsdirektor.
Er verfasste unter anderem mehrere Schriften, die in internationalen Fachzeitschriften und 1971 in Beiträge zur Algebra und Geometrie sowie 1972 im Lehrbuch der Mathematik für Wirtschaftswissenschaften publiziert wurden.
Darüber hinaus war Gustav Burosch von 1974 bis 1990 der Leiter der DDR-Mannschaften bei den Internationalen Mathematik-Olympiaden, unter anderem 1987 in Havanna, 1988 im australischen Canberra und 1989 in Braunschweig.
Von 1970 bis 1990 war er Vorsitzender der Jury der Olympiaden Junger Mathematiker der DDR (siehe Mathematik-Olympiade in Deutschland).

## Ehrungen und Auszeichnungen
Im Jahr 1979 wurde ihm die Universitäts-Ehrennadel verliehen.

## Schriften (Auswahl)
- Über verwandte Ringe bzw. Mannigfaltigkeiten und eine Anwendung auf eine Multiplizitätsdefinition.  Halle, 1967.
- mit Igor Rostislawowitsch Schafarewitsch: Algebraische Flächen: DE (Mathematik und ihre Anwendungen in Physik und Technik). 1968.
- Verwandte Mannigfaltigkeiten. 1969.
- mit Rainer Bodendiek: Streifzüge durch die Kombinatorik: Aufgaben und Lösungen aus dem Schatz der Mathematik-Olympiaden. Heidelberg, Oxford 1995.